# El faro del fin del mundo

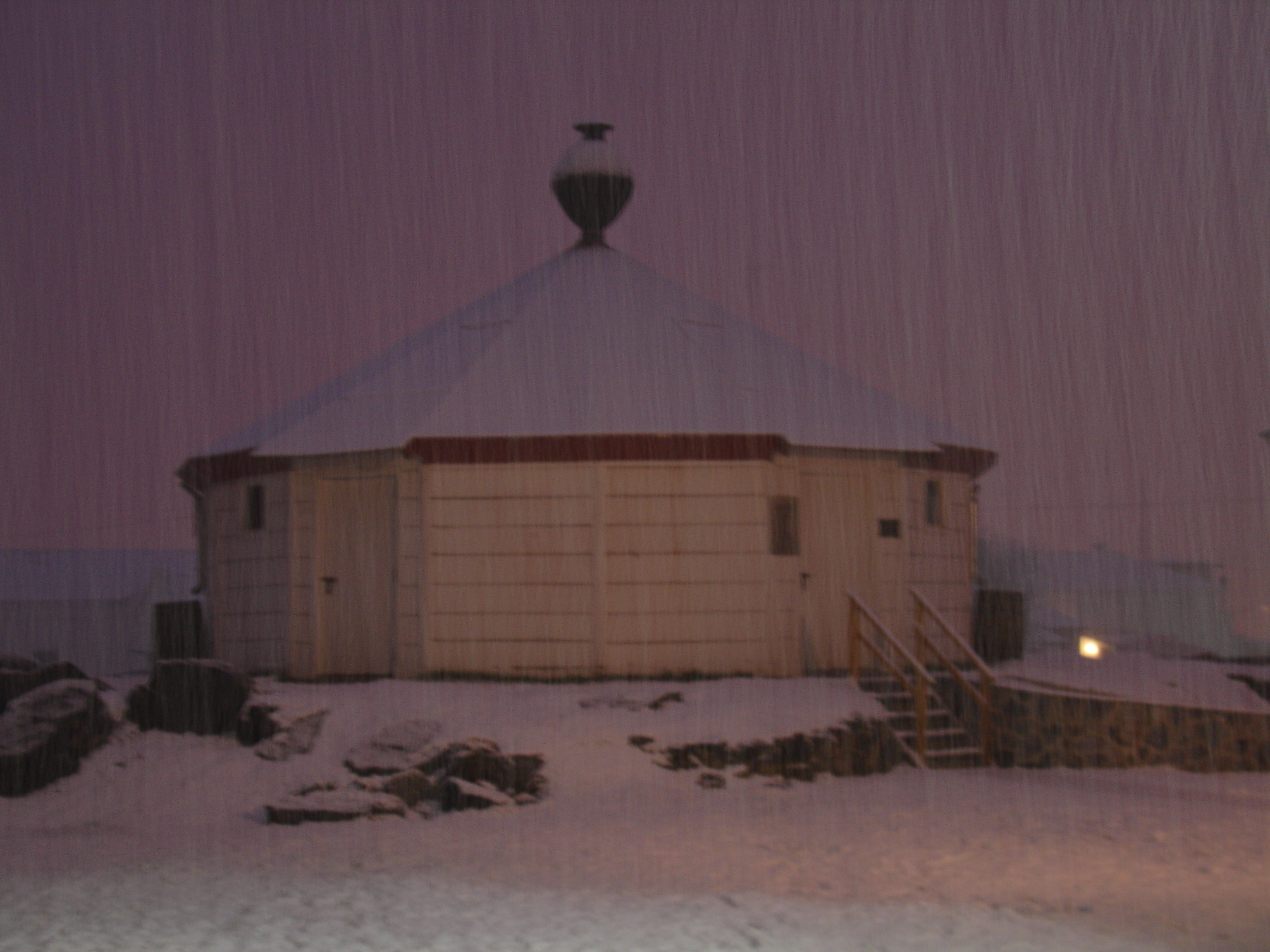
Réplica en escala 1-1 del faro de San Juan de Salvamento, conocido coloquialmente como el Faro del Fin del Mundo, en el Museo Marítimo de Ushuaia, que antes fue el Penal de Ushuaia. Este faro inspiró la novela de Verne.

El faro del fin del mundo ("Le phare du bout du monde") es una novela del escritor francés Julio Verne, corregida por su hijo Michel Verne y publicada en la Magasin d’Education et de Récréation ("Magazín de ilustración y recreo") entre el 15 de agosto (vol. 22, número 256) hasta el 15 de diciembre (vol. 22, número 264) de 1905, y en un volumen completo el 29 de julio de ese mismo año, el de la muerte de Jules. 
Fue escrita hacia 1901, puesto que el escritor llevaba varias obras de adelanto sobre el orden de entrega de sus publicaciones. Muchos años después, en 1999, la editorial Stanké (de Montreal) publicaría por primera vez la versión original de Jules Verne, sin los cambios realizados por su hijo.

## Síntesis de la obra
En la isla de los Estados, una isla deshabitada de la Patagonia Argentina, donde se confunden los océanos Atlántico y Pacífico, habita una banda de piratas dirigidos por el terrible Kongre. Estos piratas se dedican a atacar embarcaciones que encallan en la zona.
Su modo de vida se ve seriamente amenazado cuando el gobierno argentino construye y pone en funcionamiento un faro (el llamado actualmente Faro del Fin del Mundo)  que dejan al cuidado de tres fareros. Los piratas dan muerte a dos de ellos, y dejan con vida únicamente al jefe, Vázquez, que ha logrado ocultarse. El valeroso Vázquez tratará entonces de sobrevivir en ese lejano paraje, y al mismo tiempo buscará la manera de terminar con las fechorías de los malhechores. 
Posteriormente, un náufrago estadounidense de origen escocés, John Davis, será el compañero de Vázquez en su lucha contra los piratas.

## Personajes principales
- Vázquez: argentino, 48 años, torrero jefe del faro.
- Felipe: argentino, 40 años, torrero del faro.
- Moriz: argentino, 38 años, torrero del faro.
- John Davis: inglés, náufrago del Century, compañero de Vázquez.
- Kongre: jefe de la banda de quince piratas instalada en la isla de los Estados (nacionalidad no especificada).
- Carcante: chileno, segundo de la banda.
- Vargas: chileno, carpintero de la banda.
- Lafayette: argentino, capitán del buque aviso Santa Fe.
- Riegal: argentino, segundo al mando del aviso Santa Fe.

## Capítulos
- I Inauguración.
- II La Isla de los Estados.
- III Los tres guardias.
- IV La banda de Kongre.
- V La goleta Maule.
- VI En la Bahía de Elgor.
- VII La caverna.
- VIII La Maule en reparación.
- IX Vázquez.
- X Después del naufragio.
- XI Los saqueadores de pecios.
- XII Al salir de la bahía.
- XIII Durante tres días.
- XIV El Santa Fe.
- XV Final.

## Características
Es de las pocas novelas de los "Viajes extraordinarios" que no se basan en un viaje, si bien la historia narrada en esta no transcurre en un solo escenario. Otras de esas novelas son "Las Indias negras" y "Los náufragos del Jonathan", en las que los personajes se mueven en una zona muy exigua en comparación con lo que ocurre en otras novelas del mismo autor, y las descripciones en ella se limitan al entorno.
"El faro del fin del mundo" es considerada una de las mejores publicaciones de Verne en sus últimos años, y su personaje Kongre es para muchos el más vil de sus villanos; aunque, como de costumbre, Verne se adentra poco en la psiquis de sus personajes. Sin embargo, el argentino Vázquez es un personaje muy bien construido; su temple, su valentía y su coraje contrastan con el sombrío carácter del pirata.
"El faro del fin del mundo" es una novela de tono oscuro, en la que los pillajes y la crueldad de los malhechores reflejan el sentir, el pesimismo y la desilusión que tenía Julio Verne en sus últimos años, siendo quizá una de las principales novelas en las que es evidente que Verne era más que un escritor sólo para niños y jóvenes. Algunos estudiosos de Verne insisten en que pocas historias de este escritor recurren a actos tan fuertes de pillaje y de violencia.

## Historia de la publicación de la novela
"El faro del fin del mundo" fue el primer relato de Verne en ser publicado después de su muerte. Durante mucho tiempo se consideró que esta obra póstuma se había publicado de manera íntegra; pero no era así, ya que el hijo de Verne, Michel, había hecho algunas modificaciones a la novela antes de publicarla: había escrito uno de los capítulos, había añadido algunas frases de estilo distinto al tan particular de su padre y había edulcorado un tanto el personaje de Vázquez. No obstante, de todas las obras de Verne publicadas póstumamente, esta fue la menos alterada por el hijo, ya que hay muy pocas diferencias entre ambas versiones.
Para 1901, Julio Verne ya tenía lista esta novela con su acostumbrada revisión final. La escribió en tan solo dos meses, luego de haber escrito dos historias de corte humorístico: Le beau Danube jaune (sin traducción aún en español) y La caza del meteoro. La historia relativa al faro resulta ser de corte trágico, y se desarrolla en 1860, antes de la construcción del faro de verdad en la isla de los Estados.
A la muerte de Verne, su editor Pierre-Jules Hetzel, que ya tenía un manuscrito en su poder, pidió a Michel el escrito terminado. Michel se negó (por razones poco claras), y sería necesaria la intervención de los abogados. Finalmente, Michel aceptaría y corregiría la obra con el objeto de hacerla más atractiva.
Básicamente, Michel suprime la constante conjunción «et» (‘y’), además de cortar muchas de las plegarias de Vázquez a Dios, plegarias que son la contraparte de las llamadas al Diablo por parte de los bandidos. Además, agrega un capítulo en el que Vázquez hace saltar el timón del barco pirata con un arma de su invención.

## Adaptaciones

### Cine
- 1971: La luz del fin del mundo ("The Light at the Edge of the World"). Coproducción entre los Estados Unidos y Suiza .
  - En México, en Venezuela y en España, se llamó "El faro del fin del mundo".
  - Prod.: Kirk Douglas, Alfredo Matas, Alexander Salkind, Ilya Salkind.
  - Guion: Tom Rowe, Rachel Billington.
  - Localizaciones de rodaje: La mayor parte, en España: Jávea, La Manga del Mar Menor, Cadaqués, Cabo de Creus, La Pedriza.
  - Fotografía: Henri Decaë.
  - Dir.: Kevin Billington.
  - Int.: Kirk Douglas, Yul Brynner, Samantha Eggar, Jean-Claude Drouot, Fernando Rey, Renato Salvatori, Massimo Ranieri, Aldo Sambrell, Tito García, Víctor Israel, Antonio Rebollo, Luis Barbo, Tony Cyrus, Oscar Davis, Alejandro de Enciso.
  - Música: Piero Piccioni.